# 54 (số)
54 (năm mươi bốn) là một số tự nhiên ngay sau 53 và ngay trước 55.

## Trong toán học
Số 54 là số bé nhất=tổng 3 bình phương bằng 3 cách: 72+22+12, 62+32+32, 
và 22+52+52.